# Guazzora
Guazzora est une commune de la province d'Alexandrie dans le Piémont en Italie.

## Administration
| Période                                  | Période  | Identité      | Étiquette     | Qualité |
| ---------------------------------------- | -------- | ------------- | ------------- | ------- |
| depuis le 14 juin 2004                   | En cours | Piera Vignoli | liste civique |         |
| Les données manquantes sont à compléter. |          |               |               |         |

### Hameaux
Montemerlo

### Communes limitrophes
Alzano Scrivia, Castelnuovo Scrivia, Isola Sant'Antonio, Molino dei Torti, Sale